# 112.º Regimiento de Caballería (Estados Unidos)
El 112.º Regimiento de Caballería (del inglés: 112th Cavalry Regiment) fue un regimiento de la Guardia Nacional de Texas que sirvió en varias campañas del Pacífico durante la Segunda Guerra Mundial. Durante la Segunda Guerra Mundial, el 112.º de Caballería sirvió 434 días en combate. Fueron la primera unidad del Ejército de los Estados Unidos en el Pacífico Suroeste en usar bazucas y lanzallamas contra defensas enemigas y los primeros en usar cohetes disparados desde DUKWs en asaltos anfibios. El 112.º fue la primera unidad en Filipinas en utilizar helicópteros para evacuar a sus heridos.
Dos de los últimos reemplazos del regimiento fueron novelistas después de la guerra terminó. Norman Mailer escribió Los desnudos y los muertos, y Francis Irby Gwaltney fue el autor de The Day the Century Ended, más tarde adaptado a la gran pantalla como Between Heaven and Hell.

## Inicios
El 112.º de Caballería se activó por primera vez en 1918 como el 5.º Regimiento de Caballería de Texas en 1918 antes de ser disuelto en 1920. En diciembre de 1920, la Guardia Nacional de Texas fue reorganizada como la 36.ª División de Infantería y la 1.ª Brigada de Caballería de Texas a excepción de un regimiento. El 20 de julio de 1921 el 1.er Regimiento de Caballería de Texas pasó a ser el 112.º de Caballería. En marzo de 1929 el 2.º Escuadrón y el Escuadrón de Ametralladoras del 112.º fueron reorganizados en el 124.º Regimiento de Caballería. El 112.º y el 124.º caballería fueron brigadas en la 56.ª Brigada de Caballería en 1940.

## Segunda Guerra Mundial
El 10 de noviembre de 1940 el presidente Roosevelt federalizó a la Guardia Nacional y el 18 de noviembre de 1940 el 112.º fue enviado a Fort Bliss. El regimiento hermano de brigada del 112.º, el 124.º de Caballería fue el último de los regimientos de caballería que se deshizo de sus caballos y más tarde fue enviado a Birmania.
El regimiento patrulló la frontera mexicana desde Del Río hasta Sanderson, hasta ser enviado a Nueva Caledonia el 8 de julio de 1942 llegando el 11 de agosto de 1942. Fueron asignados a la División Americal bajo el mando del general Alexander Patch. Al 112.º de Caballería se les asignaron caballos Waler australianos, y se les ordenó que en Nueva Caledonia sirvieran como una fuerza de seguridad montada a caballo. El general Patch creía inicialmente que la caballería montada en caballos podría ser utilizada en la guerra de la selva, pero las torrenciales lluvias del Pacífico y el barro que siguió dañaron los cascos de los caballos, cambiando la mentalidad del general. Los caballos australianos fueron enviados a Birmania y asignados al Ejército de China. En 1944, los caballos Waller se unieron de nuevo al Ejército estadounidense y fueron usados por los Merodeadores de Merrill.
Durante los intensos combates en Guadalcanal, el general Alexander Vandegrift de la 1.ª División de Marines envió una urgente solicitud de machetes para sus marines. El general Patch tomó los sables del regimiento, los cortó y los envió a los marines para su uso en la guerra de la selva.
Después de un entrenamiento intensivo, el 112.º desarrolló su primer desembarco anfibio en la isla de Woodlark como parte de la Operación Chronicle el 30 de junio de 1943. El desembarco se llevó a cabo sin oposición, y los soldados establecieron un perímetro defendible para proteger a un número de seabees que construían una pista de aterrizaje en la isla.
El regimiento fue enviado a la isla de Goodenough para su formación y se convirtió en parte del Fuerza Operativa Director en preparación para su primera acción, la Batalla de Arawe o Operación Director. El 112.º de Caballería fue asignado a los USS Carter Hall, HMAS Westralia y los transportes de alta velocidad USS Sands y USS Humphreys. El 15 de diciembre de 1943 el regimiento desembarcó en tres operaciones anfibias separadas en Nueva Bretaña.

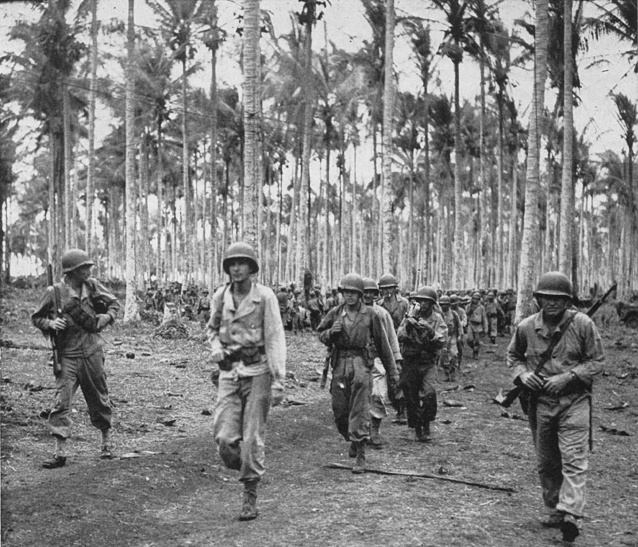
Tropas del 112.º se mueven a través de una plantación de coco en Arawe.

Uno de estos desembarcos implicó que la Tropa A del 2.º Escuadrón desembarcara en lanchas de goma inchable desde el USS Sands contra una defensa feroz que hundió todos menos tres de los barcos. El destructor USS Shaw se acercó lo más posible a los defensores enemigos para bombardearlos y rescatar a los supervivientes de la Tropa A.
La Tropa B desembarcó en la isla de Pilelo, al sur de Cabo Merkus, desde el USS Humphreys en 15 lanchas de goma el mismo día. Al enfrentarse a la resistencia de las tropas japonesas en las cuevas, la tropa B destruyó una con una bazuca y otra con un lanzallamas, el primer uso de esta arma en el área del Pacífico suroeste.
Los desembarcos principales fueron de tractores anfibios lanzados desde el USS Carter Hall y embarcaciones de desembarco desde el HMAS Westralia. En este desembarco el 112.º de Caballería utilizó por primera vez el cohete de 4.5 pulgadas que lanzaban los DUKWs.
Después de encontrarse con la 1.ª División de Marines, el 112.º fue asignado a la 32.ª División de Infantería en Aitape, Papúa Nueva Guinea. El regimiento luchó en la batalla del río de Driniumor durante 51 días con un total de víctimas del 62%. Dos de los teniente segundos del regimiento, Dale Eldon Christensen y George W. G. Boyce, Jr. recibieron la Medalla de Honor póstuma por sus acciones durante este período.
El 1 de octubre de 1944, el 112.º de Caballería se combinó con el 114.º Batallón de Artillería de Campo y así se convirtió en el Equipo de Combate del 112.º Regimiento de Caballería (RCT) y partió desde Aitape hacia Leyte en Filipinas el 31 de octubre de 1944. El 112.º RCT fue adjuntado a la 1.ª División de Caballería durante la Batalla de Leyte y la Batalla de Luzón. Después de la rendición japonesa, el 112.º desembarcó en Japón para llevar a cabo los deberes de ocupación el 3 de septiembre de 1945.

## Posguerra
El regimiento fue inactivado en Japón en 1946, pero fue reorganizado el 13 de noviembre de 1947 como el 112.º Escuadrón Mecanizado de Reconocimiento de Caballería, luego reorganizado el 12 de septiembre de 1949 como el 112.° Regimiento de Caballería Blindada. El 16 de marzo de 1957 el regimiento se convirtió en el 112.º Armado y fue transferido al servicio activo. En 1961 fue transferido nuevamente a la guardia nacional como parte de la 49.ª División Blindada. Después de la disolución de la 49.ª División Blindada, el 112.ª Armado se convirtió en parte de la 56.ª Brigada de la 36.ª División de Infantería.
A partir de 1973 todas las unidades blindadas de la Guardia Nacional del Ejército de Tejas fueron renumeradas como batallones del 112.ª Armado. A partir de 1988 hasta 1993 ocho batallones fueron asignados al 112.º, convirtiéndolo entonces en el regimiento blindado más grande en el ejército de los Estados Unidos.
El 17 de octubre de 2008, el 4.º Batallón, 112.º Armado fue retitulado 1.er escuadrón, 112.º de Caballería. La unidad lleva los colores y el linaje del 112.º Regimiento de Caballería original. La sede de las tropas y el regimiento están basados en Bryan, Texas, con una tropa, una tropa B y una tropa C en Taylor, Rosenberg y Ellington Field, respectivamente. A y B están equipadas como unidades de caballería con HMMWVs, y C es una unidad de infantería desmontada. El comandante actual es el teniente coronel Gabe Simonds y el sargento mayor de la formación es el sargento mayor de comando  Carl "Tom" Davis. El 1.er escuadrón, 112.º de Caballería, es parte del 72.º Equipo de Combate de la Brigada de la Infantería de la 36.ª División de Infantería.